# Desa Pejanggik
Desa Pejanggik är en administrativ by i Indonesien.   Den ligger i provinsen Nusa Tenggara Barat, i den sydvästra delen av landet, 1 100 km öster om huvudstaden Jakarta. Desa Pejanggik ligger på ön Lombok Island. Den ligger vid sjön Embung Bonter.